# Facultad de Ciencias (UNAL Bogotá)
La Facultad de Ciencias de la Universidad Nacional de Colombia sede Bogotá, es una de las más estructuradas e importantes de esta universidad y la que corresponde en el mayor porcentaje de investigación en el país.
La misión de la Facultad de Ciencias es liderar el desarrollo científico y tecnológico del país, mediante la generación, apropiación, comunicación, transformación y aplicación del conocimiento de las ciencias puras y aplicadas, respondiendo prioritariamente a las necesidades de la sociedad colombiana y enriqueciendo el patrimonio científico, cultural, natural y ambiental de la nación.

## Historia
La Facultad de Ciencias fue creada por medio de los Acuerdos 47 de 1964 y 61 de 1965 del Consejo Superior con la llamada Reforma Patiño. Por medio de esta Reforma se agruparon en una instancia administrativa las entonces existentes Facultades de Química, Farmacia, Matemáticas, Geología y el Departamento de Física adscrito a la Facultad de Ingeniería, los cuales se convirtieron en Departamentos; igualmente pasaron a ser parte de la Facultad el Observatorio Astronómico Nacional, y el Instituto de Ciencias Naturales con su Museo de Historia Natural. Se creó con esta reforma el Departamento de Biología. Cada una de estas unidades académicas tiene su propia historia que en algunos casos se remonta a la Expedición Botánica como es el caso del Observatorio Astronómico. En 1946 durante la rectoría de Gerardo Molina se creó una Facultad de Ciencias, fue un primer intento por consolidar el estudio y desarrollo de la ciencia en Colombia en una instancia académico-administrativa, pero el intento fracasó y la facultad desapareció en 1956. 

### Departamento de Biología
La creación del Departamento de Biología como una unidad académica autónoma, fue el resultado de un proceso de gestación complejo, que va desde 1960 hasta 1965.
En julio de 1960, un grupo de profesores de la Universidad Nacional adscritos, unos al Instituto de Ciencias Naturales, otros a la Facultad de Medicina y otros a la Facultad de Farmacia, se pusieron de acuerdo para dictar un curso de Biología General a estudiantes de segundo semestre de las carreras de Agronomía, Veterinaria, Psicología, entre otras. El establecimiento de este curso fue propuesto por el Rector de entonces, Mario Laserna Pinzón, quien designó como coordinador del mismo a Don Roberto Galán Ponce, Profesor de Biología de la Universidad de los Andes. Como catedráticos intervinieron, entre otros, los Profesores Federico von Medem, Jesús M. Hidrovo, Toribio Flórez, José Luis Galvis y Luis Eduardo Mora Osejo. Las bacteriólogas Berta de Gutiérrez, Eucaris de Pinzón, Luis Peláez, Nidia Marthe y Lucy de Castillo se desempeñaron como asistentes.
Este curso fue ofrecido a numerosos estudiantes de diferentes carreras; esta filosofía fue el principio de la Departamentalización en nuestra Universidad. Pero esta innovación no permaneció en el resto del alma mater, puesto que se volvió a la costumbre, de que cada Facultad ofreciera su propio curso de Biología y sólo el Instituto de Ciencias Naturales conservó este curso magistral ofreciéndolo a la carrera de Ciencias Naturales creada en febrero de 1959 en el ICN, a la carrera de Geología que le había sido adscrita en 1958 y a la Facultad de Ciencias de la Educación.

### Departamento de Estadística
La carrera de estadística se crea en 1958 mediante el Acuerdo No 7 del 17 de febrero de 1958, acta No 12. En ese entonces la carrera estaba adscrita al instituto de estadística perteneciente en ese entonces a la Facultad de Matemáticas.
El Concejo Superior Universitario, estableció por medio del acuerdo 10, acta 24 de septiembre de 2000, una serie de disposiciones del Estatuto General de la Universidad relacionadas con la organización de las facultades, la cual se centró en las Unidades Básicas de Gestión Administrativa (UBGA), lo cual lleva a las facultades a y Departamentos a un replanteamiento de sus estructuras.
Es así como se produce el acuerdo 025, acta 22 del 17 de diciembre de 2001, por medio del cual el Consejo Superior Universitario oficializó la nueva reestructuración de la facultad y en su artículo 10, reconoce el Departamento de Estadística como una de sus UBGA adscrito a la Facultad de Ciencias. El Departamento inicia con un grupo de 34 profesores de los cuales siete tiene el título de doctor, cuatro candidatos a doctor y doce magísteres, emprende la tarea de continuar desarrollando las actividades estadísticas en el país.

### Departamento de Farmacia

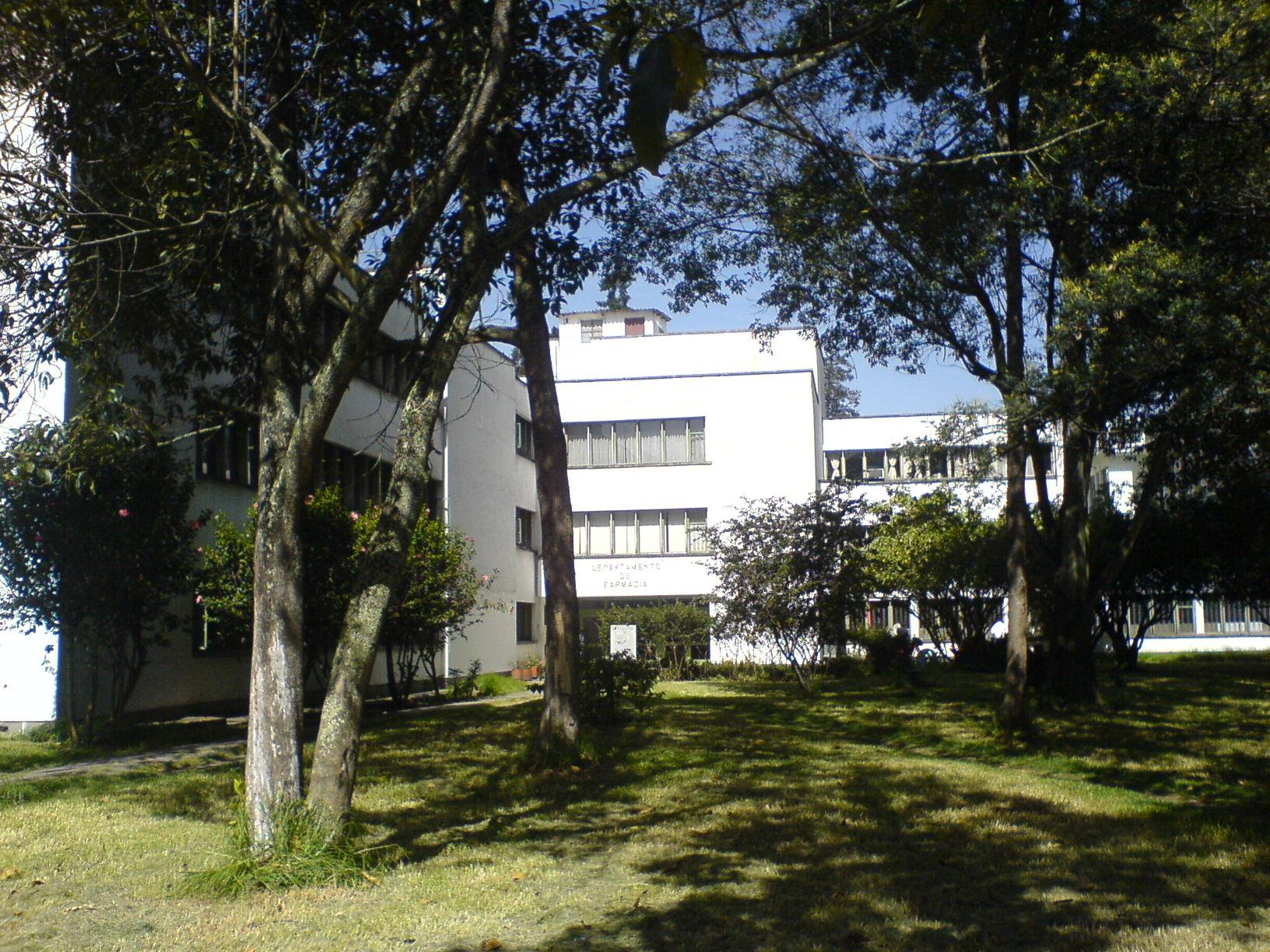
Departamento de Farmacia, edificio 450.

La introducción al conocimiento oficial de la farmacia en Colombia se inicia en el año 1865, mediante cátedra regentada por el médico Osorio en la Facultad de Medicina de Bogotá. 
Esta cátedra sienta las bases para el conocimiento por primera vez de Codex Medicamentarius Gallicus (Codex Francés), como fuente de información para los futuros médicos. Treinta años más tarde se crea la cátedra de Farmacia y Materia Médica a cargo del doctor Andrés Bermúdez. Desde este mismo momento, el médico Bermúdez inicia la campaña para la fundación de una Escuela de Farmacia, convencido no sólo de la necesidad inaplazable de iniciar correctamente tales estudios, sino de la insuficiencia que para fines de salubridad y de ética, representaba el contar con esta única cátedra. Sólo hasta comienzos de 1927 se ven coronados sus esfuerzos, cuando por medio de la Ley 11 del mismo año "créase la Escuela de Farmacia como dependencia de la Facultad de Medicina de Bogotá". 
En esta sencilla forma queda ordenada la apertura de este Centro de estudios técnicos y científicos, al mismo tiempo que se encarga de su dirección al médico Andrés Bermúdez, para impulsar el funcionamiento del Instituto que hoy conocemos con el nombre de Departamento de Farmacia de la Facultad de Ciencias de la Universidad Nacional de Colombia.

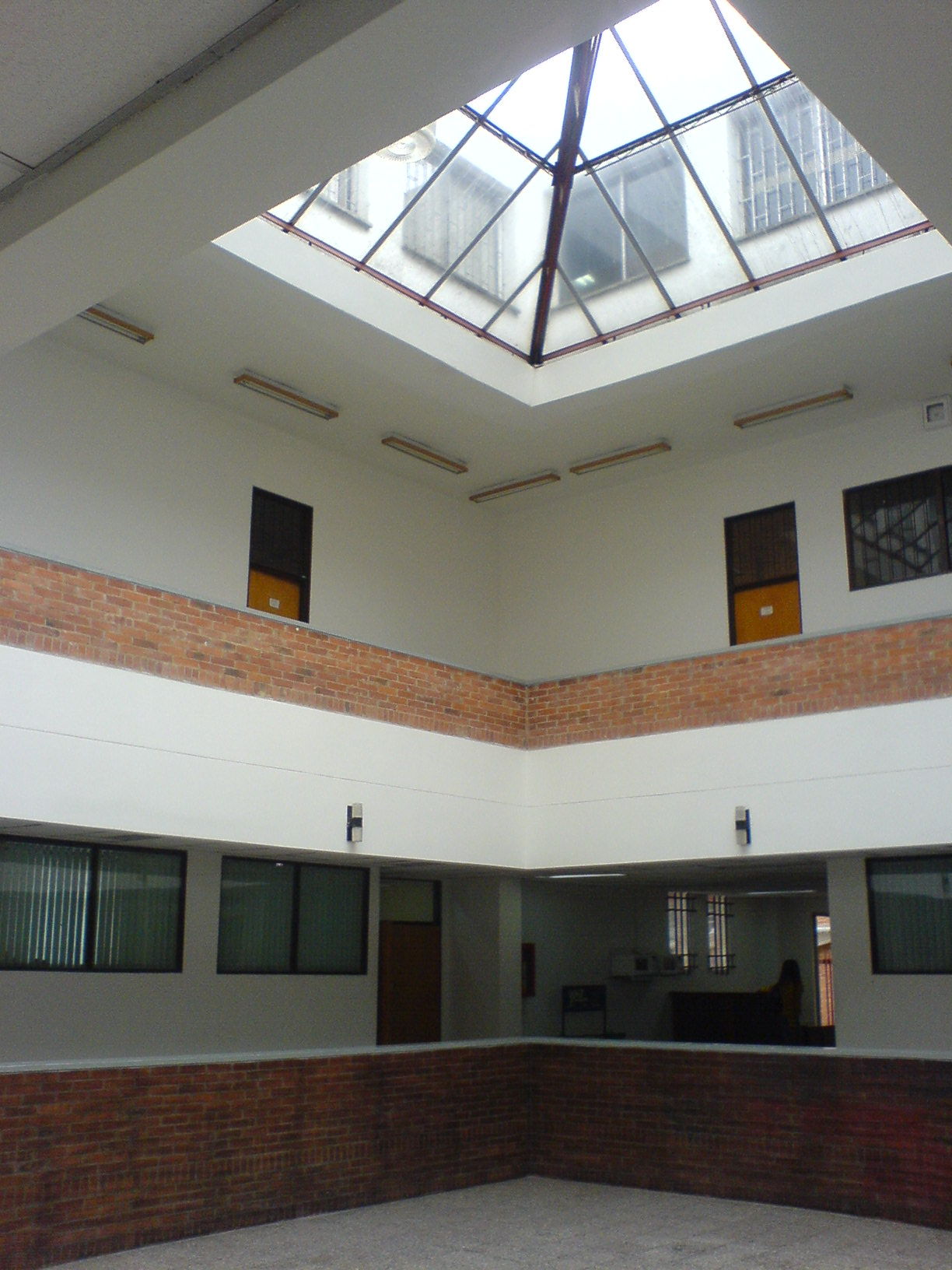
Departamento de Física, Matemáticas y Estadística, Facultad de Ciencias, Edificio 405.

### Departamento de Física
A comienzos de los años cincuenta del siglo pasado surgió un grupo de personas, conformado especialmente por profesores de la Facultad de Ingeniería de la Universidad Nacional de Bogotá, decididos a impulsar el desarrollo de la Física en el país. Fue así como en 1955 crearon la Sociedad Colombiana de Física y designaron presidente al Ingeniero Hernando Franco Sánchez, quien fue determinante en la creación del Departamento de Física. Con el apoyo de las directivas de la Facultad de Ingeniería y del Profesor Mario Laserna, quien era en ese entonces el Rector de la Institución, el proyecto fue aprobado y, en consecuencia, nació el Departamento de Física el 2 de noviembre de 1959 adscrito a la Facultad de Ingeniería. El Profesor Guillermo Castillo Torres fue designado primer director del Departamento, y tenía la responsabilidad de organizar y poner en marcha esta nueva unidad. El Profesor Castillo era ingeniero egresado de la Universidad Nacional con una maestría en Física obtenida en los Estados Unidos y fue, sin lugar a dudas, uno de los pioneros de la Física en Colombia. En 1965 el Departamento de Física pasó a formar parte de la nueva Facultad de Ciencias. Actualmente lidera el único proyecto de energía solar en Colombia.

### Departamento de Geociencias
El Departamento de Geociencias surge en 1974 a través del acuerdo 083 del Consejo Superior Universitario, al reorganizar el anteriormente denominado Departamento de Geología con el fin de ampliar las áreas involucradas en las “Ciencias de la Tierra”, estableciendo las secciones de Geología, Geoquímica, Oceanografía, Geofísica y Meteorología.

### Departamento de Matemáticas
En 1946, siendo Rector Gerardo Molina, fue creada la Facultad de Ciencias de la Universidad Nacional cuyo objetivo era el de estimular el estudio de algunas disciplinas básicas; el catálogo de programas de 1947  ofrecía, Matemáticas generales, Física general, Astrofísica, Geodesia, Filosofía de las ciencias, Fisiología humana, Botánica Sistemática, Físico química, Geología, Historia general del derecho, Prospección geofísica, Química orgánica y Radioactividad. Cada programa estaba a cargo de un especialista en la materia. El curso de Matemáticas estaba a cargo del profesor Henry Yerly, un suizo especializado en Matemáticas y que trabajaba en uno de los colegios más importantes de la Bogotá de la época, el Gimnasio Moderno.
La Facultad tuvo como primer decano, a uno de los más fervientes impulsores de la idea de formar científicos en Colombia, el ingeniero Julio Carrizosa Valenzuela. Fue, además, Rector de la Universidad y primer presidente de la Sociedad Colombiana de Matemáticas. Carrizosa Valenzuela era consciente de que los estudios de Matemáticas en la Facultad de Ingeniería de la Universidad Nacional, donde estudió y se graduó, se limitaban a los cursos necesarios para la preparación de ingenieros y estaban bastante lejos de lo que hoy llamamos Matemáticas modernas. Así que desde los altos cargos que tuvo, entre ellos el de Ministro de Educación, se empeñó en sembrar la semilla para el desarrollo de las Matemáticas en Colombia. Desde 2018-1, oferta el programa de Ciencias de la Computación, programa creado por el liderazgo del profesor Humberto Sarria Zapata que durante varios años defendió la creación de este programa.

### Departamento de Química
El Departamento de Química comenzó a funcionar el 1 de enero de 1937, como dependencia de la Escuela de Farmacia, bajo la dirección del profesor Antonio María Barriga Villalba. Por acuerdo del Consejo Directivo del 10 de febrero de 1938, se creó el cargo de Director Especial, el cual se confirió al doctor Antonio García Banús, especialista en Química Orgánica y antiguo catedrático de la Universidad de Barcelona, quien había sido contratado por el Gobierno Nacional para prestar sus servicios a la Universidad.
Al finalizar este año, mediante Acuerdo 120 del 14 de diciembre, el Consejo Directivo de la Universidad creó el Departamento de Química como dependencia directa de la Universidad, el cual funcionaría a partir del 1 de enero de 1939 con un Director y un Consejo Especial, integrado además del Director, por los Decanos de las Facultades de Medicina e Ingeniería, por el director de la Escuela de Farmacia y por el secretario del Departamento, quien actuaría como representante de los profesores. Una vez organizado como ente autónomo, el Departamento pudo contar con personal docente y administrativo, y además con un presupuesto propio.

### Observatorio Astronómico Nacional de Colombia

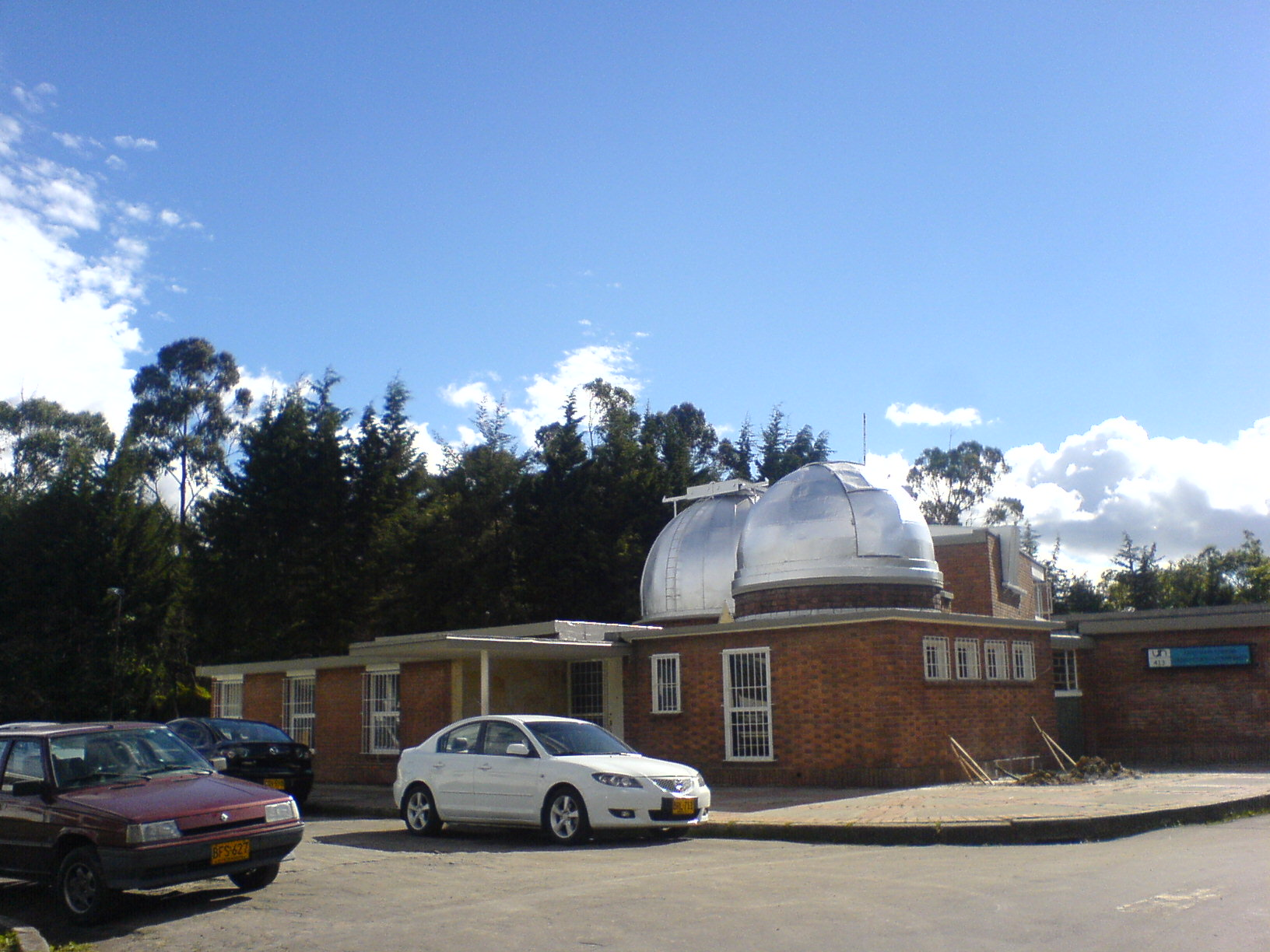
Observatorio Astronómico Nacional.

La creación del Observatorio Astronómico Nacional fue iniciativa del sabio naturalista español don José Celestino Mutis (1732-1808). De hecho fue el primer observatorio astronómico que se construyó en el continente americano.

## Institutos y museos
A la facultad pertenecen el Instituto de Ciencias Naturales, el Centro de Estudios de Ciencias del Mar (Cecimar), la estación de Biología Tropical "Roberto Franco" y la estación de Estudios de Primates en el Amazonas. Por su parte, alberga el Museo de Historia Natural, el de la Ciencia y el Juego, y el Paleontológico de Villa de Leyva

## Programas académicos
En pregrado la facultad ofrece programas de Biología, Ciencias de la Computación, Estadística, Farmacia, Física, Geología, Matemáticas y Química. Cuenta con especializaciones en Astronomía, Ciencia y Tecnología Cosmética, Ciencia y Tecnología de Alimentos, Ciencias Físicas, Estadística, Farmacología, Matemática Avanzada y Meteorología. 
La facultad cuenta asimismo con programas de maestría en Astronomía, Biología, Bioquímica, Estadística, Farmacología, Física, Geofísica, Geología, Matemática Aplicada, Matemáticas, Meteorología, Microbiología, Química, Ciencias Farmacéuticas y Física Médica. Por último, ofrece doctorados en Biotecnología, Biología, Estadística, Física, Geociencias, Matemáticas, Química, Ciencias Farmacéuticas y Morfología.

## Personajes ilustres
- Antanas Mockus Matemático, Filósofo y Político.
- Moisés Wasserman Bioquímico.
- Manuel Elkin Patarroyo Médico Inmunologo.
- Ricardo Lleras Codazzi Geólogo e Ingeniero de minas, Mineralogista y Naturalista.
- Luis Eduardo Mora-Osejo Botánico y Naturalista.